# NGC 5593
NGC 5593 is een open sterrenhoop in het sterrenbeeld Wolf. Het hemelobject werd op 8 mei 1826 ontdekt door de Schotse astronoom James Dunlop.

## Synoniemen
- OCL 926
- ESO 175-SC8